# 딘 자거
딘 재거(Dean Jagger, 1903년 11월 7일 ~ 1991년 2월 5일)는 미국의 배우이다.

## 출연 작품

### 영화
- 기디언의 트럼펫 (1980년)
- 엘리게이터 (1980년) - 슬레이드 역
- 사망유희 (1978년) - 닥터 랜드 역
- 세상의 끝 (1977년)
- 글래스 하우스 (1972년)
- 크렘린 레터 (1970년)
- 전쟁 영웅의 공포 (1967년)
- 빌리 로즈스 점보 (1962년)
- 행복에 젖은 아가씨 (1960년) - 그랜트 오스틴 역
- 엘머 갠트리 (1960년)
- 파계 (1959년)
- 프라우드 레벨 (1958년)
- 열정의 무대 (1958년)
- 40정의 총 (1957년)
- 엑스: 언노운 (1956년)
- 그레이트 맨 (1956년)
- 후피! (1930)
- 브릭햄 영 (1940)
- 노스 스타 (1943)
- 세계의 어머니 (1946, Sister Kenny)
- 추적 (1947)
- 드리프트우드 (1947, Driftwood) - 스티븐 웹스터 역
- 정오의 출격 (1949)
- 다크 시티 (1950)
- 황야의 역마차 (1951)
- 나의 아들 존 (1952)
- 성의 (1953)
- 화이트 크리스마스 (1954)
- 이그젝티브 쉬트 (1954)
- 프라이빗 헬 36 (1954)
- 배드 데이 블랙 록 (1955)
- 배니싱 포인트 (1971)

### 텔레비전
- 형사 콜롬보 (1971년)